# 巴勒斯坦人大逃亡
巴勒斯坦人大逃亡发生在1948年巴勒斯坦战争至今，有70万巴勒斯坦阿拉伯人（约占战前巴勒斯坦阿拉伯人口的一半）被逐出或逃离家园。此次大逃亡被巴勒斯坦人称之为“纳克巴”（阿拉伯语：النكبة, al-Nakbah，意为“大灾难”），這使得以色列人得以在多數土地上建立優勢，整个阿拉伯族群碎片化，人民丧失资产及土地和流离失所。“大灾难”也可泛指1948年第一次中东战争的整个时期以及至今巴勒斯坦人所持续遭受的迫害。
在1948年的第一次巴勒斯坦人大逃亡期间，巴勒斯坦约一半的阿拉伯人，约75万人被驱逐出家园或被迫以各种暴力手段逃离。最初是犹太复国主义准军事组织伊尔贡等对居住的巴勒斯坦人进行持续骚扰。以色列建国后则是其军队，实施了数十起针对巴勒斯坦人的屠杀，占领500多个巴勒斯坦人占多数的城镇、村庄和城市的巴勒斯坦人人口锐减，其中许多巴勒斯坦村镇要么被彻底摧毁，要么被犹太人重新安置，并被以色列政府希伯来化。以色列还通过投毒村庄水井对巴勒斯坦人实施生物战。到战争结束时，前巴勒斯坦托管地总面积的78%被以色列控制。

## 1948年以前
大逃亡的根源可以追溯到19世纪后期犹太复国主义者的到来以及在奥斯曼帝国统治下的巴勒斯坦购买大批土地。犹太复国主义者想在巴勒斯坦建立一个犹太国家，因此他们想要拥有尽可能多的土地、尽可能多的犹太人和尽可能少的巴勒斯坦阿拉伯人。当英国在1917年贝尔福宣言中宣布正式支持犹太复国主义时，巴勒斯坦人口约为750000人，其中约94%为阿拉伯人，6%为犹太人。
奥斯曼帝国灭亡后，巴勒斯坦地区被国际联盟于1922年托管给英国。那时，犹太人口已经增长到10%左右。当时的贝尔福宣言和国际联盟颁布的巴勒斯坦托管地备忘录都将90%的巴勒斯坦人社区称为“现有的非犹太社区”。
在第二次世界大战和犹太人大屠杀之后，1947年2月，英国宣布他们将结束托管，并将巴勒斯坦的未来交给新成立的联合国解决。联合国巴勒斯坦问题特别调查委员会成立，并于当年9月向联合国大会提交了一份建议巴勒斯坦和以色列分治的报告。巴勒斯坦人和大多数阿拉伯国家都反对分治。犹太复国主义者接受了分治，但他们计划在独立之后将以色列的边界扩大到联合国分配给它的边界之外。1947年秋天，以色列和约旦在英国的批准下，秘密同意在英国托管结束后将分配给巴勒斯坦的土地分配给他们。
1947年11月29日，联合国大会通过了第181号决议——也就是联合国巴勒斯坦分治计划。当时，阿拉伯人约占总人口的三分之二，拥有约90%的土地， 而犹太人占人口的四分之一到三分之一，拥有约7%的土地。联合国计划将大约55%的土地分配给以色列，那里生活着约为50多万名犹太人和40多万名阿拉伯人。巴勒斯坦被分配了剩余的45%的土地，那里生活着约为70万至80万名阿拉伯人和1万名犹太人。耶路撒冷和伯利恒由于其宗教特殊性，将成为一个由国际管理的独立个体，人口约为10万名阿拉伯人和10万名犹太人。
批评者认为联合国的分治计划是亲犹太复国主义的，尽管巴勒斯坦阿拉伯人口是犹太人口的两倍，但56%的土地被分配给以色列，不过也有支持者认为以色列所拥有的土地大多为沙漠和荒原，没有巴勒斯坦人的土地好。尽管如此，该计划受到巴勒斯坦大多数犹太人的庆祝，犹太复国主义领导人大卫·本-古里安，更是将该计划视为未来在整个巴勒斯坦扩张领土的垫脚石。相比之下，巴勒斯坦人对该计划十分不满。阿拉伯高级委员会、阿拉伯联盟和其他阿拉伯国家领导人和政府都拒绝了该决议，理由是除了阿拉伯人占三分之二的多数之外，他们还应当拥有大部分土地。他们还表示不愿意接受任何形式的领土划分，认为这违反了《联合国宪章》中的民族自决原则并宣布打算采取一切必要措施阻止该决议的实施。

## 1948年大逃亡

### 1947年12月-1948年3月
在巴勒斯坦托管地内战爆发后最初几个月，局势变得的越来越严峻。根据以色列历史学家本尼·莫里斯的说法，这一时期主要是以巴勒斯坦人对犹太人的袭击和犹太人的防御为主，并随着犹太人越来越强大的报复而被打断。以色列历史学家和政治家西姆哈·弗拉万则认为，伊尔贡和莱希对巴勒斯坦人和英国当局的袭击导致了巴勒斯坦人的报复和谴责。
犹太人的袭击要比巴勒斯坦人的更具破坏性，包括杀害无辜平民，袭击阿拉伯武装营地，摧毁房屋并驱逐巴勒斯坦居民。伊尔贡和莱希恢复了他们在1937年至1939年的无差别攻击策略，他们向公共汽车站、购物中心和市场等拥挤的地方放置炸弹和投掷手榴弹，同时并针对英国军队进行袭击。整个巴勒斯坦托管地的总体情况恶化：经济形势变得不稳定，失业率飙升。
以色列历史学家约夫·盖尔伯称，阿拉伯解放军开始系统地从几个边境村庄撤离平民，以便将村庄变成军事据点对抗犹太人的袭击。阿拉伯人口的减少主要发生在靠近犹太定居点的村庄以及海法、雅法和西耶路撒冷的社区。这些社区较贫穷的居民通常会逃到城市的其他地方，还有一些人干脆搬离这座城市，并期待在混乱结束后返回。到1948年3月底，至少30个村庄的巴勒斯坦人口大量减少。大约100,000名巴勒斯坦人逃往巴勒斯坦的阿拉伯地区，如加沙、贝尔谢巴、拿撒勒、纳布卢斯和伯利恒等巴勒斯坦人占多数的城市。

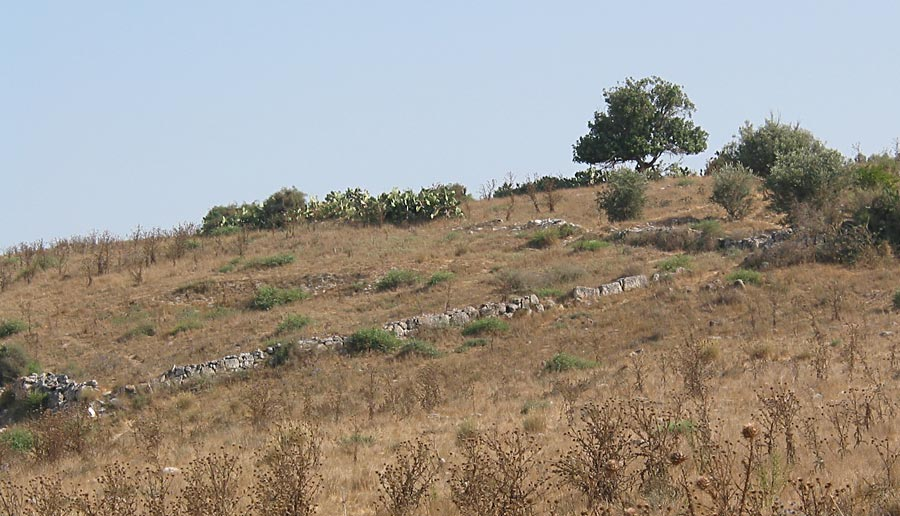
被以色列军队摧毁的阿拉伯人城镇——拜特吉卜林

有些人完全离开了这个国家，有至少30000名巴勒斯坦人逃去了约旦、黎巴嫩和埃及。其中许多是巴勒斯坦阿拉伯领导人和来自城市地区的中上层巴勒斯坦阿拉伯家庭。3月22日左右，阿拉伯高级委员会要求他们在巴勒斯坦的领事馆只向老人、妇女、儿童和病人发放入境签证。3月29日至30日，哈加纳情报局报告说，“阿拉伯高级委员会不再批准出境许可，因为担心巴勒斯坦内部恐慌扩大。
当时唯一获得授权的驱逐行动发生在海法南部的滨海凯撒里亚，1948年2月19日至20日，大批居住在滨海凯撒里亚的巴勒斯坦人被驱逐，其房屋也被拆毁。 根据以色列历史学家伊兰·帕佩 （Ilan Pappé） 的说法，犹太复国主义者组织了多场威胁运动，包括分发威胁传单、“暴力侦察”，以及在迫击炮到达后对阿拉伯村庄和社区的炮击。帕佩还写道，哈加纳将其政策从报复转变为进攻。在1948年1月本-古里安与他的首席顾问展开了“长期研讨会”，他们的主要观点是希望将尽可能多的阿拉伯人“转移”出犹太领土并讨论他们如何去实施这项计划。1948年2月的多次袭击，特别是对 滨海凯撒里亚和萨萨的袭击，让他们拥有了足够的经验去驱逐巴勒斯坦人。根据帕佩的说法，本-古里安及其幕僚制定了D计划，该计划旨在征服巴勒斯坦的领土，为建立犹太国家做准备。然而，根据盖尔伯的说法，该计划的指示是：如果发生抵抗，被征服村庄的居民将被驱逐到犹太国家的边界之外。如果没有遇到抵抗，这些居民可以在军事占领下留在继续生活在当地。

### 1948年4月至-6月
到1948年5月1日，即以色列宣布独立的两周前，近175,000名巴勒斯坦人（约占总人口25%）已经逃离家园。
这段时间的战斗主要集中在耶路撒冷—特拉维夫一带。4月9日，代尔亚辛村发生大屠杀，随后传开的各种传言和谣言在巴勒斯坦人中引发了恐慌。接着，哈加纳组织击败了提比里亚的地方民兵。4月21日至22日，在海法，哈加纳通过一天半的战斗和心理战，导致了大规模逃亡。最后，由梅纳赫姆·贝京领导的伊尔贡组织向雅法的基础设施发射了迫击炮弹。这些军事行动，加上代尔亚辛事件引发的恐惧，促使巴勒斯坦人纷纷撤离。
代尔亚辛大屠杀对各方的重要性都有相关记载。以色列历史学家以及后来的耶路撒冷副市长梅隆·本-韦尼斯蒂（Meron Benvenisti）认为，代尔亚辛村大屠杀是“阿拉伯土地被破坏历史中的一个转折点”。
以色列从4月开始使用生物战，他们在某些村庄的水源中投毒，并成功在5月初导致阿卡发生了伤寒疫情；而在5月底对加沙的尝试则因埃及军队的阻止而失败。

#### 海法

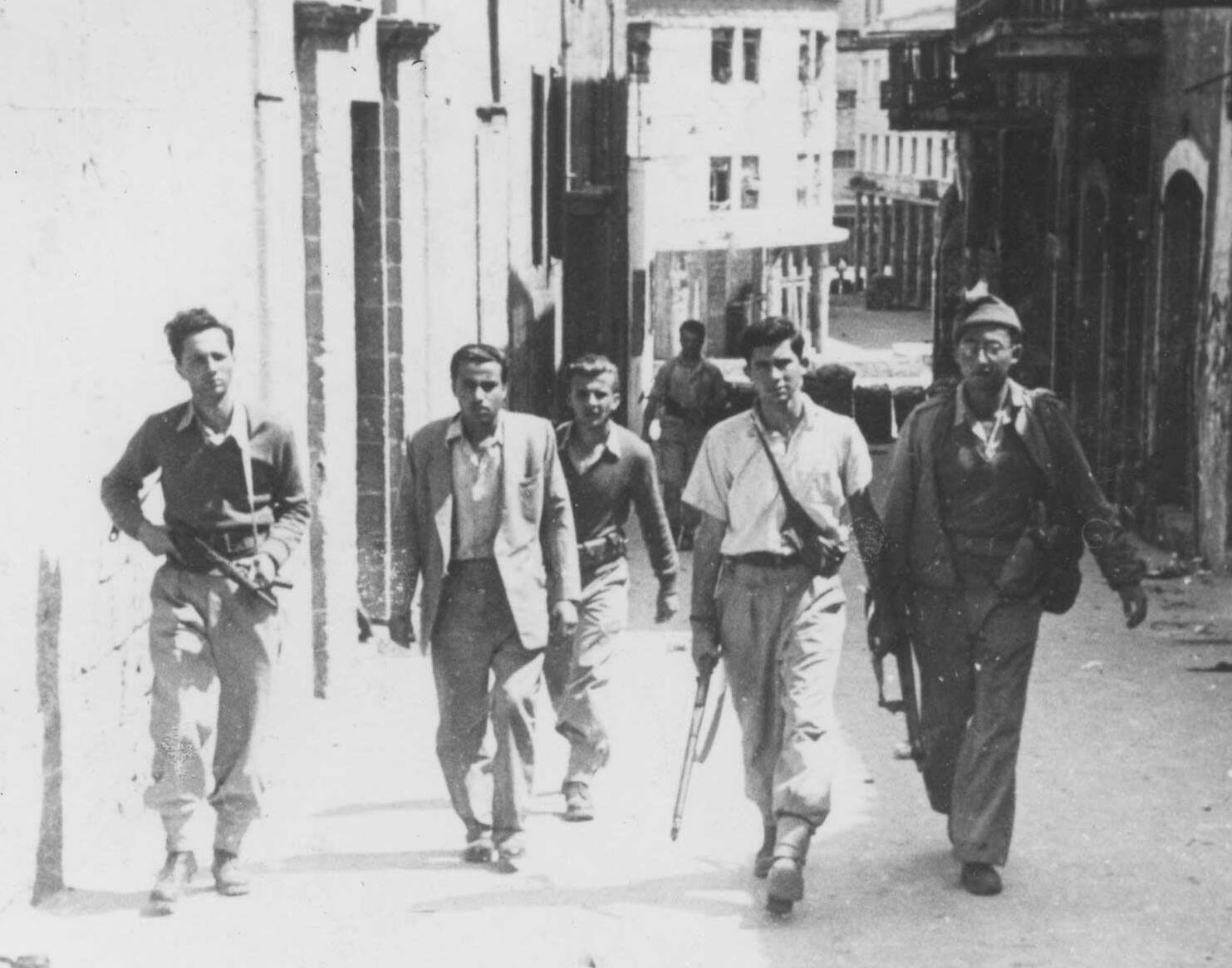
在海法沿街扫荡的犹太人民兵

在1948年4月底的战斗阶段，海法的巴勒斯坦人经历了一次大规模的撤离，这被认为是这一阶段最显著的撤离事件。以色列历史学家埃夫莱姆·卡尔什指出，在最终战斗爆发之前，海法一半的阿拉伯社区已经撤离；战斗期间，又有约5,000至15,000人“似乎自愿”离开。而剩下的15,000至25,000人，据以色列消息来源称，是在阿拉伯高级委员会的命令下才从海法撤离。
卡尔什认为，这次撤离并非犹太人的蓄意驱逐，并指出海法的犹太领导层试图劝说部分阿拉伯人留下，但未成功。然而，巴勒斯坦历史学家瓦利德·哈立迪对此提出异议，引用两项独立研究的结论，称CIA和BBC对该地区广播的拦截分析显示，阿拉伯高级委员会并未下达撤离命令。班尼·莫里斯（部分认同卡尔什的观点，同时承认存在“驱逐倾向的潜在想法”。
根据莫里斯的描述，4月21日至22日哈加纳对海法的迫击炮攻击旨在摧毁阿拉伯人的士气，以迅速瓦解抵抗并迫使其投降。“然而，这次攻势，尤其是迫击炮的轰炸，显然加速了撤离。”哈加纳官方历史记载道：“三英寸迫击炮瞄准了市场广场，当时那里挤满了人群……一片恐慌随之而来。人群涌向港口，冲散警察，争相登船逃离城市。”。伊兰·帕佩认为，这次迫击炮轰炸故意针对平民以促使其逃离海法，而莫里斯对此予以否认。
4月21日，哈加纳向海法的阿拉伯人广播警告：“除非驱逐潜入的异见分子，否则建议疏散所有妇女和儿童，因为从现在起将展开强力攻击”。

关于心理战广播和军事策略，莫里斯评论道：
“哈加纳全程有效利用了阿拉伯语广播和扬声车。哈加纳广播电台宣称‘审判日已经到来’，并呼吁居民‘驱逐外来的罪犯’，并‘远离被外来罪犯占领的每一间房屋、每一条街道、每一个社区’……所有战术都旨在迅速震慑并压倒对手；士气瓦解的目标与对阿拉伯武装单位的物理打击同样重要。卡梅里第22营（Carmeli's 22nd Battalion）收到的命令是“杀死遇到的每一位成年阿拉伯男子”，并用燃烧弹“点燃所有可燃目标”，同时分发用阿拉伯语书写的传单供沿途散布。”
到5月中旬，海法仅剩约4,000名巴勒斯坦人。这些人被重新安置在瓦迪尼斯纳斯社区，这一过程被描述为“隔都化”或“贫民区化”。同时，由海法技术和城市发展部门与以色列国防军（IDF）海法指挥官雅各布·卢布里尼（Ya’akov Lublini）合作，在战争前已规划的部分阿拉伯住房拆除计划也得以实施。

#### 其他地区
在海法被占领后，位于迦密山的阿拉伯人村庄持续骚扰通往海法主要公路的犹太交通。1948年5月9日，决定驱逐或压制包括卡夫尔萨巴（Kafr Saba）、阿尔提拉（al-Tira）、卡昆（Qaqun）、卡兰苏瓦（Qalansuwa）和坦图拉（Tantura）在内的村庄。5月11日，本-古里安召集“顾问委员会”（会议结果在给哈加纳各旅指挥官的信中得到证实。他指示，阿拉伯军团的攻势不应分散军队的注意力，主要任务仍是“清理巴勒斯坦人”，这是D计划的核心目标。
第3步兵旅的指挥官随后将注意力转向山区的村庄，坦图拉因其沿海位置被认为是这些村庄通向外界的关键点，因此成为“沿海清理”行动的一部分，这也是1948年阿拉伯-以色列战争初期的攻势计划。
1948年5月22日至23日晚，即以色列建国宣言后的一周零一天，哈加纳亚历山大尼旅第33营攻击并占领了坦图拉村。该村未被提供投降选项。初步报告称，数十名村民被杀，300名成年男性被俘，另有200名妇女和儿童被带走。许多村民逃往之前已被占领的福雷迪斯或阿拉伯控制地区。坦图拉的被俘妇女被转移到福雷迪斯，而由于难民人数造成拥挤和卫生问题，以色列临时政府的少数事务部长布雷霍尔·什特里特（Brechor Shitrit）于5月31日请求驱逐福雷迪斯的坦图拉难民妇女。

哈加纳的军事情报部门SHAI在1948年6月30日发布的一份报告《1947年12月1日至1948年6月1日期间巴勒斯坦阿拉伯人的迁移》指出：
“至少55%的外逃由我们的（哈加纳/以色列国防军）行动直接导致。再加上伊尔贡（Irgun）和莱希（Lehi）的行动，这一数字上升到约15%。另外2%归因于以色列军队明确的驱逐命令，1%是心理战的结果。直接由以色列人导致的迁移总数达到73%。此外，报告将22%的迁移归因于巴勒斯坦人口的‘恐惧’和‘信任危机’。至于阿拉伯方面的撤离号召，这被认为仅占5%。”
根据班尼·莫里斯的估计，在这一阶段有25万至30万巴勒斯坦人离开以色列。伦敦的《基辛档案》（Keesing's Contemporary Archives）记录显示，以色列独立前的难民总数为30万。
阿拉伯国家联盟1948年5月15日的电报第10条款中提到，难民人数在当时已达25万。这一条款作为阿拉伯国家干预的理由之一，由阿盟秘书长向联合国秘书长提交，并声称“约超过四分之一百万阿拉伯居民被迫离开家园，移居至邻近的阿拉伯国家”。

## 難民危機人數
事實上早在1948年5月，在《以色列独立宣言》发表之前，就约有25万至30万巴勒斯坦人已自行离開或被驱逐，这一事实即为阿拉伯联盟干涉该国的重要原因，从而引发了1948年阿拉伯-以色列战争。之後在“大灾难”期间，四百至六百个巴勒斯坦村庄又在交戰中被摧毁。因为其中大部分巴勒斯坦人定居在邻国的难民营中，难民的确切人数存在争议。但可确定，在新成立的以色列领土上，约80％的阿拉伯人居民在当时已经被驱逐或逃离了故土。
后来，以色列第一届政府又通过了一系列法律来試圖阻止其中一些已离开的阿拉伯人重返家园或声明索要财产。他们及其许多后代在移民後，亦未获得居住国的国籍，故仍然是难民。此后，一些历史学家将对巴勒斯坦人的驱逐描述为“种族清洗”:82，而另一些人则对此指控提出异议，因為以色列境內也有一定比例的阿拉伯人。
目前难民的身份地位，尤其是以色列對這方面遷回的申請批核狀態，甚至是否允许他们其中的有些人的後代有权返回家园或给予赔偿，是持续至今的巴以冲突中的关键问题之一。在巴勒斯坦领土和海外的巴勒斯坦人在每年的5月15日会纪念1948年的“大灾难”，称之为“大灾难日”。

## 歷史分析
历史学家之间对大流亡的产生原因存在本质上的分歧。流亡的因素包括戰爭中犹太人的军事优势、对阿拉伯村庄的摧毁、心理战、在代尔亚辛村大屠杀之后对被犹太复国主义民兵再次屠杀的恐惧:239–240，以上这些因素导致许多人在恐慌中逃离；另外还有以色列当局下达的直接驱逐令、较富裕阶层人士的自动离开 ，巴勒斯坦领导层的瓦解和阿拉伯人的撤离疏散命令，以及不愿在犹太人的控制下生活等等其他原因。